# Anisotremus scapularis
La chita (Anisotremus scapularis), conocida en Ecuador como corcovado, sargo en Chile, roncador peruano en Galápagos y chita en Perú, es un pez marino de la familia de los hemúlidos que habita en las costas del Pacífico Sur en una franja que limita por el norte con Manta (Ecuador), recorre toda la costa peruana y alcanza Antofagasta (Chile) por el sur. Con densidades más bajas supera estos límites internándose en aguas de Colombia hasta Argentina. Su distribución abarca también el archipiélago de las Islas Galápagos y la isla de Malpelo. 

## Descripción
Puede medir hasta 40 cm. Llega a alcanzar 900 g de peso.  Al contrario que otras especies congéneres que tienen vivo color amarillo y el cuerpo contrastadamente rayado, la chita es pobremente coloreada en gris plata a gris plomo sobre el que apenas contrastan manchas negras en la axila de las aletas pectorales y en la base del último radio dorsal y anal (Chirichigno y Vélez, 1998). Las escamas de los adultos son grandes y con manchas oscuras en su margen anterior, dando una apariencia de bandas oblicuas. Las aletas pectorales son blancas o de color plomo claro. El cuerpo, de perfil oblongo y aspecto giboso que le hace merecedor del nombre  común de corcovado en Ecuador, es de complexión robusta, lateralmente comprimido, con un ratio de longitud/altura de 2,1–2,5 veces. En su cabeza son conspicuos los labios gruesos y el hocico romo. La aleta dorsal posee 12-13 espinas y 14 a 17 radios, mientras que la aleta anal cuenta con 3 espinas y de 12 a 13 radios.

## Biología
Forma grandes cardúmenes. Se alimenta preferentemente de invertebrados. Habita preferentemente en arrecifes, sobre suelos rocosos de los litorales, aunque también sobre suelos arenosos, entre los 3 y los 35 m de profundidad. Durante el día se esconden en el arrecife. Luego se dispersan para alimentarse al oscurecer. Son peces principalmente nocturnos. Probablemente, como otros hemúlidos del Pacífico oriental forman cardúmenes muy grandes durante el día para descansar cerca de los arrecifes.
El nombre común de los roncadores, aplicado a esta y otras especies de la misma familia, se debe a su hábito de emitir ruidos como gruñidos que resultan del frotar las placas superior e inferior de los dientes faríngeos. Este sonido se amplía enormemente por la vejiga natatoria.

## Interés económico
Es una especie muy cotizada por la abundancia, sabor y textura de su carne. Con ella se preparan emblemáticos platos de la cocina peruana, como la popular chita a lo macho o la chita a la chorrillana. 
Si bien parece sometida a importantes variaciones interanuales, en sus despesques en las costas peruanas en las últimas décadas se observa una clara tendencia negativa en la relación entre capturas y esfuerzo, lo que demuestra una regresión poblacional. Al igual que sucedió con otros hemúlidos, la población de chita en las islas Galápagos descendió al 50% en el evento de El Niño de 1997/98, recuperándose en un lapso de dos años. Básicamente es capturada por la flota artesanal. Deben establecerse condiciones que aseguren su conservación. La talla mínima para la captura en Perú no fue establecida hasta el año 2016 (R.M.Nº156-2016-PRODUCE) quedando fijada en 24 cm. No obstante, en 2018 sigue siendo muy frecuente que un alto porcentaje de ejemplares a la venta de esta especie distan de alcanzar esa talla. 
Desde la primera mitad de la década de 2010 se comienza a experimentar con su mantenimiento y cría en cautividad para explotaciones acuícolas. Es una especie idónea para este fin por su interés comercial y por su adaptabilidad a salinidades variables y otras condiciones ambientales favorables.